# Joseph Osterrath
Pour les articles homonymes, voir Osterrath.
Joseph Osterrath, né le 20 mars 1845 à Magdebourg (province de Saxe) et mort le 6 octobre 1898 à Tilff, est un maître-verrier et peintre sur verre belge d'origine prussienne.
Apprenti dans l'atelier du baron Jean-Baptiste Bethune, il est d'abord actif à Xanten, où il réalise des travaux de sous-traitance pour Bethune. En 1872 sous la pression du Kulturkampf, il quitte à la Prusse et ouvre un atelier à Tilff. Membre de la Gilde de Saint-Thomas et de Saint-Luc, Osterrath est proche des milieux ecclésiastiques catholiques et inscrit son œuvre dans le courant néogothique.
Il est le père de Joseph Osterrath junior, né le 31 août 1878 à Tilff et mort le 5 février 1958 à Liège, qui perpétue son œuvre, dans les Ateliers Osterrath, depuis 1922 situés à Liège.

## Réalisations
- 1883-1890 : vitraux de l'église Saint-Remacle de Marche-en-Famenne.
- 1884 : vitrail de l'église Saint-Jacques à Liège.
- 1886 environ : vitraux de l'église Sainte-Croix à Liège.
- 1887 environ : vitraux du chœur de l'église Saint-Christophe à Liège.
- 1891 : vitraux de la basilique Saint-Martin à Liège.
- 1893-1896 : vitrail de l'église Saint-Étienne à Braine-l'Alleud.